# Brattahlíð
Brattahlíð („steiler Abhang“) ist eine mittelalterliche Wüstung der Grænlendingar. Brattahlíð lag an der Stelle des heutigen Orts Qassiarsuk.

## Geschichte

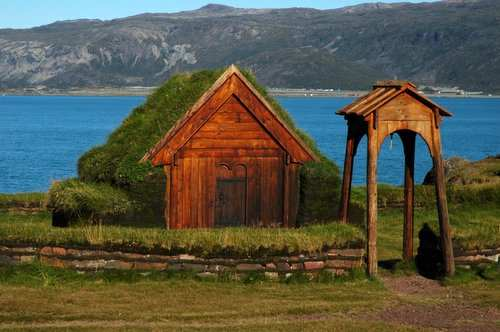
Nachbau der Kirche

Der Name Brattahlíðs ist in den altnordischen Sagas überliefert. Die Landnámabók berichtet, dass Erik der Rote sich um 985 als erster Siedler in Brattahlíð am nach ihm benannten Eiríksfjǫrðr (identifiziert als Tunulliarfik) niederließ und dort anschließend mit seiner Familie wohnte. Gemäß der Eiríks saga rauða ließ seine Frau Þjóðhildr kurz darauf die erste Kirche Grönlands in Brattahlíð bauen. Aus dem Grænlendinga þáttr ist bekannt, dass Sokki Þórisson, der sich für die Gründung des Bistums Garðar einsetzte, in der ersten Hälfte des 12. Jahrhunderts ebenfalls in Brattahlíð lebte. Mit dem Aussterben der Grænlendingar in der Eystribyggð im 15. Jahrhundert war auch Brattahlíð verlassen.

## Archäologische Spuren

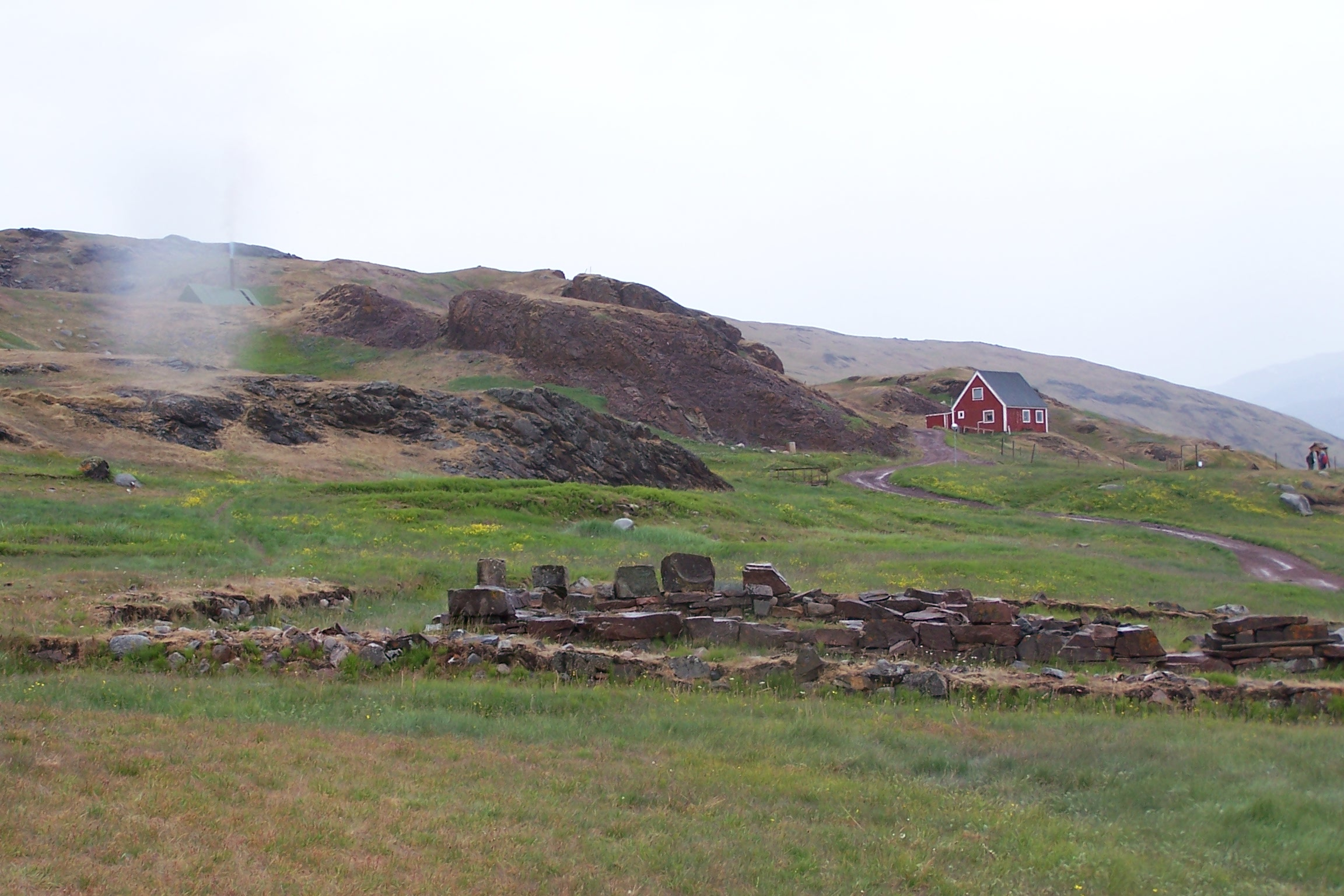
Ruinen in Qassiarsuk

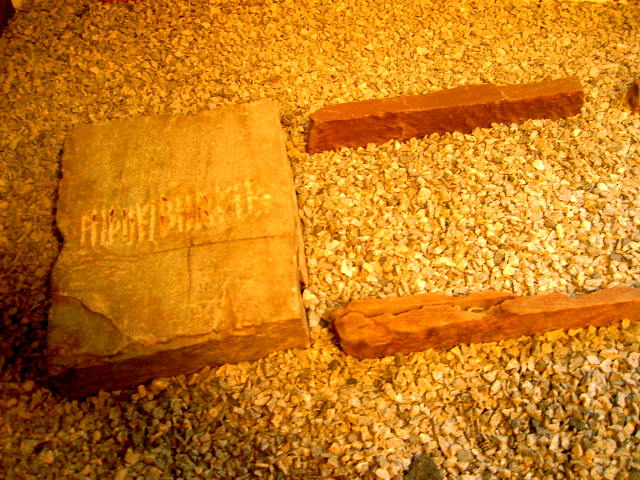
Ein in Brattahlíð gefundener Grabstein mit der Runeninschrift laiþi in=kibiarkar : Leiði Ingibjargar „Ingibjǫrgs Grab“. Er stammt vermutlich aus dem 12. Jahrhundert.

Die Eystribyggð wurde 1723 von Hans Egede als erstem Europäer wiederentdeckt, aber es ist unbekannt, ob er auch Brattahlíð sichtete. 1832 ließ der Missionar in Qaqortoq Ove Kielsen die Ruinen auf Aufforderung von Det kongelige nordiske oldskriftselskab untersuchen und erforschen. 1894 wurde Brattahlíð von Daniel Bruun erforscht. Die umfassendsten archäologischen Untersuchungen wurden 1932 von Poul Nørlund und Mårten Stenberger durchgeführt. Nachdem man bei Bauarbeiten 1961 weitere Funde gemacht hatte, erforschten Jørgen Meldgaard und Knud J. Krogh Brattahlíð von 1961 bis 1964 ein weiteres Mal.
Im Laufe der Jahre wurden in Qassiarsuk vier Ruinengruppen mit über 60 Einzelruinen aus der Blütezeit Brattahlíðs entdeckt und untersucht:
- Die Ruinengruppe Ø28 umfasst 13 Ruinen, darunter ein Wohnhaus und mehrere Ställe und Scheunen.
- Die Ruinengruppe Ø28a umfasst 15 Ruinen und war vermutlich ein nur kurzzeitig bewohnter Hof, der dafür älter als die übrigen sein dürfte.
- Die Ruinengruppe Ø29 umfasst 15 Ruinen, darunter ebenfalls ein Wohnhaus, Ställe und Scheunen. Die Ausgrabungen haben gezeigt, dass der Hof bis zum Ende der skandinavischen Siedlung in Grönland im 15. Jahrhundert bewohnt war.
- Die Ruinengruppe Ø29a umfasst 20 Ruinen, darunter mehrere Wohnhäuser und zwei Kirchen. Die ältere Kirche wurde mit der Kirche von Þjóðhildr identifiziert, was aber umstritten ist. Die jüngere Kirche stammt vermutlich aus dem späten 11. Jahrhundert und damit nur wenige Jahrzehnte jünger als die ältere Kirche. Um 1300 wurde wieder eine neue Kirche errichtet, die bis ins 15. Jahrhundert in Gebrauch war.
- Die Ruinengruppe Ø29b liegt etwas außerhalb der Siedlung auf einem Berghang und diente als Almhütten.

In Qassiarsuk steht heute eine Rekonstruktion der ersten Kirche, die nur eine Grundfläche von 7 m² hatte, sowie eines Wohnhauses um 1000. Brattahlíð ist seit 2017 Teil des UNESCO-Welterbes Kujataa.